# Joint Expert Speciation System
El Joint Expert Speciation System (JESS) és un paquet de programari d'ordinador i de dades desenvolupats en mode col·laboratiu a la Universitat Murdoch i en altres indrets per investigadors interessats en la termodinàmica química de solucions aquoses amb aplicacions importants a la indústria, bioquímica, medicina i l'ambient. JESS utilitza informació extreta de publicacions científiques químiques, emmagatzemades en bases de dades conforme a múltiples propietats químiques, i aconsegueix dotar-les de coherència entre fonts freqüentment discrepants per mètodes automàtics.
JESS posa un èmfasi particular en el concepte d'especiació química (és a dir. la identitat i abundància relativa de les diferents entitats químiques que poden estar presents), que poden ser pronosticats a partir de constants d'estabilitat de complexos de metall-lligand conegudes. A partir de canvis en l'especiació química poden calcular-se quantitats característiques de solucions aquoses com ara solubilitats, constants d'equilibri, coeficients d'activitat, capacitats tèrmiques i densitats.
Alguns exemples recents de problemes pràctics que poden ser investigats amb JESS són la litiasi renal (precipitació de mineral i dissolució en el ronyó) i la malaltia de Wilson (fisiologia del coure en l'ull humà).